# Alérgeno
Alérgeno ou alergénio são substâncias de origem natural (ambientais ou alimentares), que podem induzir uma reação de hipersensibilidade (reação alérgica) em pessoas suscetíveis, que entraram previamente em contato com o alérgeno.
Esta reação de hipersensibilidade envolve o reconhecimento do alérgeno como uma substância "estranha" e alheia ao organismo no primeiro contato. Na exposição posterior, o sistema imunológico reage a uma exposição excessiva, com a libertação de substâncias que alteram a homeostase do organismo, resultando em sintomas de alergia.